# Доробанцу (Констанца)
Доробанцу (рум. Dorobanțu) — село у повіті Констанца в Румунії. Входить до складу комуни Ніколає-Белческу.
Село розташоване на відстані 177 км на схід від Бухареста, 36 км на північний захід від Констанци, 115 км на південь від Галаца.

## Населення
За даними перепису населення 2002 року у селі проживали 1760 осіб. Рідною мовою 1755 осіб (99,7%) назвали румунську.
Національний склад населення села:
| Національність | Кількість осіб | Відсоток |
| -------------- | -------------- | -------- |
| румуни         | 1751           | 99,5%    |
| угорці         | 7              | 0,4%     |